# Tore Wretman
Tore Fredrik Wretman, född 7 maj 1916 i Lidingö församling, Stockholms län, död 13 februari 2003 på Stockholms sjukhem (men bosatt i Mougins, Provence), var en svensk kock och restaurangman.
Wretman var en av grundarna av Gastronomiska akademien och innehavare av dess tallrik nummer 9. Han utnämndes till hovtraktör 1963 och filosofie hedersdoktor 1986 samt tilldelades professors namn år 2000. Han är känd för sitt värnande om den svenska husmanskosten.

## Biografi

### Bakgrund
Wretman var son till författaren Harald Wretman och Helga Nordström (1887–1974), samt systerson till författaren Tora Nordström-Bonnier. Föräldrarna skildes tidigt i hans liv, och Wretman tillbringade delar av barndomen på barnhem framgår det i dokumentärfilmen Tore Wretman – kökspojken (2015). Fadern hade han ytterst lite kontakt med.
Wretman hade inget stort matintresse under uppväxten.

### Mellankrigstiden och andra världskriget
Efter att ha misslyckats i skolan fick Wretman i början av 1930-talet, 16 år gammal, tjänst som lärling i köket på Hotel Continental i Stockholm. Året därefter började han som barbiträde på Operabaren. Han fick kontakt med vinimportören Fredrik König som 1933 ordnade plats åt honom på Maxim's i Paris. Där lärde han sig grunderna i det franska köket och tjänstgjorde under köksmästaren Louis Barth och restaurangchefen Albert Baser. Han arbetade som commis saucier (biträdande såskock), poissonnier (fiskkock) och efter något år i matsalen som tranchör.
År 1937 arbetade Wretman som barmästare på restaurangen Soleil de Minuit i den svenska paviljongen på världsutställningen i Paris. Han kom där i kontakt med Sara Reuterskiöld som skulle öppna restaurang Regnbågen och han anställdes som köksmästare. Han fick möjlighet att introducera valda delar från det franska köket, bland annat ett så kallat "rotisseri", en öppen eldhärd där kött steks på roterande spett. Tjänstgöringen på Regnbågen blev kortvarig då Wretman i slutet av 1937 ryckte in till värnplikt på Svea livgarde.
Efter värnplikten kom Wretman att tillbringa några år i USA. År 1941 mönstrade han på ett finskt lastfartyg, S/S Winha, för återfärd till Sverige via det vid avseglingen neutrala Finland. Skeppet bordades på havet norr om Island av den brittiska flottan och fördes till Kirkwall på Orkneyöarna. Därifrån överfördes Wretman till ett uppsamlingsläger i London varifrån han försattes på fri fot. På grund av kriget kunde han inte återvända till Sverige. Wretman sökte upp direktören för Savoykoncernen. Resultatet blev att han anställdes som receptionist på ett hotell. Där stannade han till 1943 då han fick möjlighet att återvända till Sverige med ett kurirplan.

### Senare år
Åren 1943–1944 arbetade Wretman som hovmästare på Operakällaren. Han köpte 1945, vid 29 års ålder, restaurang Riche på Birger Jarlsgatan. Den var efter krigsåren en ganska nedgången restaurang. Wretman genomförde flera förändringar. "Pelargången" avdelades och fick egen ingång från Nybrogatan varvid en helt ny restaurang skapades, Teatergrillen. Denna blev snabbt en av Stockholms populäraste restauranger.
Fem år senare övertog Wretman Stallmästaregården där han genomförde omfattande förändringar, höjde ambitionsnivån och etablerade därmed Stallmästaregården som en av de främsta restaurangerna i landet.
År 1955 övertog Wretman även Operakällaren, som blev kronan på verket i hans livsgärning. En omfattande ombyggnation och renovering genomfördes och 1961 öppnade åter verksamheten, med Werner Vögeli som kökschef. Operakällaren etablerade sig snabbt som en ledande och mycket uppskattad restaurang i Sverige.
År 1971 övertog han Restaurang Victoria i Kungsträdgården samt öppnade Källaren Diana i Gamla stan.
Restauranggruppen såldes sedermera och Wretman bosatte sig i byn Mougins på den Franska rivieran.

### Familj
Wretman var gift första gången 1945–1953 med skådespelaren Lillebil Kjellén, och fick döttrarna Ann-Sofie (född 1946) och Charlotta (född 1949). Ann-Sofie Wretman Uväng är matskribent och var en tid gift med skådespelaren Jonas Bergström. Andra gången gift 1953–1971 med skådespelaren Meg Westergren, och fick sonen Fredrik Wretman (född 1953), skulptör, och dottern Malin Wretman Krüll (1956–1997). Tredje gången gift 1971 med flygvärdinnan Ewa Wilkmar (född 1944), och fick två söner: Johan (född 1973) och Filip (född 1975), som tillsammans driver fastighetsmäklarföretaget Wretman Estate på den Franska Rivieran.

## Betydelse
Wretman spelade en publik roll som upplysare och folkbildare bland annat genom husmorsfilmerna Novisen vid spisen, som han gjorde ihop med journalisten Folke Olhagen och som började visas på biografer 1950. Programmen ansågs allmänt ha stor betydelse för att höja statusen på restaurangyrket och för att sprida kokkonsten till männen, då matlagning dessförinnan var kvinnans uppgifter.
Wretman har spelat en stor roll i utveckling av svensk matlagningskonst. Med sitt sinne för gastronomi, skolningen i Frankrike i kombination med intresset för svensk husmanskost förvandlade och förädlade han det relativt ambitionslösa svenska köket och införde en mer kontinental standard och ambitionsnivå. Åtskilliga råvaror, tillagningssätt och recept bär hans signum. Han återupprättade det svenska smörgåsbordet och introducerade nya råvaror såsom avokado och grönpeppar för att nämna några. Wretman skapade också rätten Toast Skagen samt lanserade Rhode Island-sås inspirerad av den amerikanska Thousand islands dressing.
Till utmärkelserna hör att Wretman utnämndes till filosofie hedersdoktor vid Umeå universitet, hedersprofessor i gastronomi vid Umeå universitet, han upptogs som medlem i Commanderie des Cordons Bleus de France,[källa behövs] var med och grundade Gastronomiska akademien liksom det internationella sällskapet Traditions & Qualité.
Tore Wretman tillägnades 2002 ett minnesfrimärke i serien Svensk gastronomi.

### Tores pojkar
Wretman hade tolv lärjungar som kallades "Tores pojkar". Bland dessa kan nämnas Leif Mannerström, Erik Lallerstedt, Örjan Klein och Nils Emil Ahlin. De  lärde sig laga husmanskost på samma hantverksmässiga sätt som Wretman själv, och flera av dem för vidare hans arv till nya generationer.
Tore Wretman är gravsatt på Kungsholms kyrkogård i Stockholm.

### Allmänt utgivna böcker
- Ur främmande grytor (1953)
- Menu (1958)
- Svensk husmanskost (1966)
- På tal om mat (1970)
- Bjudningsboken I (1973)
- Bjudningsboken II (1974)
- Smörgåsbordet (1976)
- The Swedish Smörgåsbord (1970)
- Festmeny (1980)
- Mat & minnen (1987)
- Om den ärbara vällusten (1988)
- Kökspojken (1996)

### NOBIS-boken
liksom NOBIS-kocken, utgiven som jul- och nyårshälsning 1966-1992 till NOBIS-vännerna, 
- del I, Handbok vid den numera nästan bortglömda tarfliga matlagningen med kommentarer af Kungl. Hoftraktören samt ett bihang innehållandes bord-rim och diverse råd att sig vid matbordet förnöja (1966)
- del II, Handbok vid den numera nästan bortglömda Soppmatlagningen med kommentarer af Kungl. Hoftraktören Samt underrättelser om En Trenchiers Ämbete och om en Förborgad Skrif-konst (1967)
- del III, En nödig och nyttig Kok-Bok, handlande om åtskilliga Fiskrätters Tillredande samt bihang innehållandes Berättelse om Matens Sönderskärande samt diverse råd att sig vid matbordet förnöja (1968)
- del IV, En nödig och nyttig Kok-Bok, med många recepter om Swin och Gris-kött, att insalta Skinka samt om Grisens trenchering. Dessutom ett bihand med Höflige Bord- och Lefwer-Rim (1969)
- del V, En nödig och nyttig Kok-Bok, innehållandes åtskilliga recepter om Tillredande af Kalf och Oxe. Dessutom något om EN SVENSK SOLDATS FÖDA I FÄLT (1970)
- del VI, matminnen - rätter och specialiteter som fått sin tillblivelse eller bekantgjorts under de senaste 25 åren på RICHE, STALLMÄSTARGÅRDEN och OPERAKÄLLAREN (1971)
- del VII, matminnen från RICHE, STALLMÄSTARGÅRDEN och OPERAKÄLLAREN (1972)
- del VIII, Om restauranger och recept från vänner och kolleger i FRANKRIKE förenade i en gemenskap under namnet TRADITIONS ET QUALITÉ (1973)
- del IX, Om det Nya Franska Köket och en gastronomisk resa i FRANKRIKE till vänner och kolleger i TRADITIONS ET QUALITÉ (1974)
- del X, Om en gastronomisk resa i FRANKRIKE till vänner och kolleger i TRADITIONS ET QUALITÉ med matsedelsutdrag och recept på några av deras SPECIALITETER (1975)
- del XI, Om en gastronomisk resa i BELGIEN till vänner och kolleger i TRADITIONS ET QUALITÉ med matsedelsutdrag och recept på några av deras SPECIALITETER (1976)
- del XII, Om en gastronomisk resa i ITALIEN till vänner och kolleger i TRADITIONS ET QUALITÉ med recept på några av deras SPECIALITETER (1976)
- del XIII, Om en gastronomisk resa i CHAMPAGNE till vänner och kolleger i TRADITIONS ET QUALITÉ med recept på några av deras SPECIALITETER (1978)
- del XIV, Om en gastronomisk resa i RHÔNEDALEN och om vinerna i CÔTES-DU-RHÔNE (1979)
- del XV om BORDEAUX, AKVITANIEN och vinerna från MÉDOC (1980)
- del XVI om bordeauxvinerna från GRAVES, CERONS, BARSAC, SAUTERNES, LES COTES DE BORDEAUX, litet om GASCOGNE och dess viner samt ARMAGNAC (1981)
- del XVII, Om en resa till FOREZ med besök i CÔTE-RÔTIE, CONDRIEU och SANTENAY samt om osten FOURME DE MONTBRISON (1982)
- del XVIII, Om BOURGOGNE och om en vinturistresa genom COTE DE NUITS och COTE DE BEAUNE (1983)
- del XIX, Om LE MÂCONNAIS, LE BEAUJOLAIS OCH LA BRESSE (1984)
- del XX, OM ALSACE (1985)
- del XXI, NORMANDIE (1986)
- del XXII, CHABLIS samt några anteckningar från BOURGOGNE (1987)
- del XXIII, Ett resebrev från LOIREDALEN (1988)
- del XXIV, ETT RESEBREV OM VINERNA OCH MÄRKVÄRDIGHETERNA I PROVENCE, LANGUEDOC, ROUSSILLON (1989)
- del XXV, Jubileumsutgåva, Ett resebrev från Italien (1990)
- del XXVI, En vecka i Barcelona (1991)
- del XXVII, Ett resebrev från Västerbotten med informationer om lämpliga resrutter samt sevärdheter och litet om Västerbottnisk Gastronomi (1992)